# Harrier Jump Jet
Harrier Jump Jet (v Severní Americe Jump Jet) je počítačová hra typu letecký simulátor, kterou vydala společnost MicroProse v roce 1992 pro MS-DOS. Ovládala se klávesnicí, myší a případně joystickem. Byla k dispozici na 5¼" nebo 3½" disketách. Fungovala na operačním systému MS-DOS 5.0 a vyšším, požadovaným hardwarem byl PC AT nebo vyšší. V lednu 2022 vyšla emulovaná verze pro Microsoft Windows.

## Popis

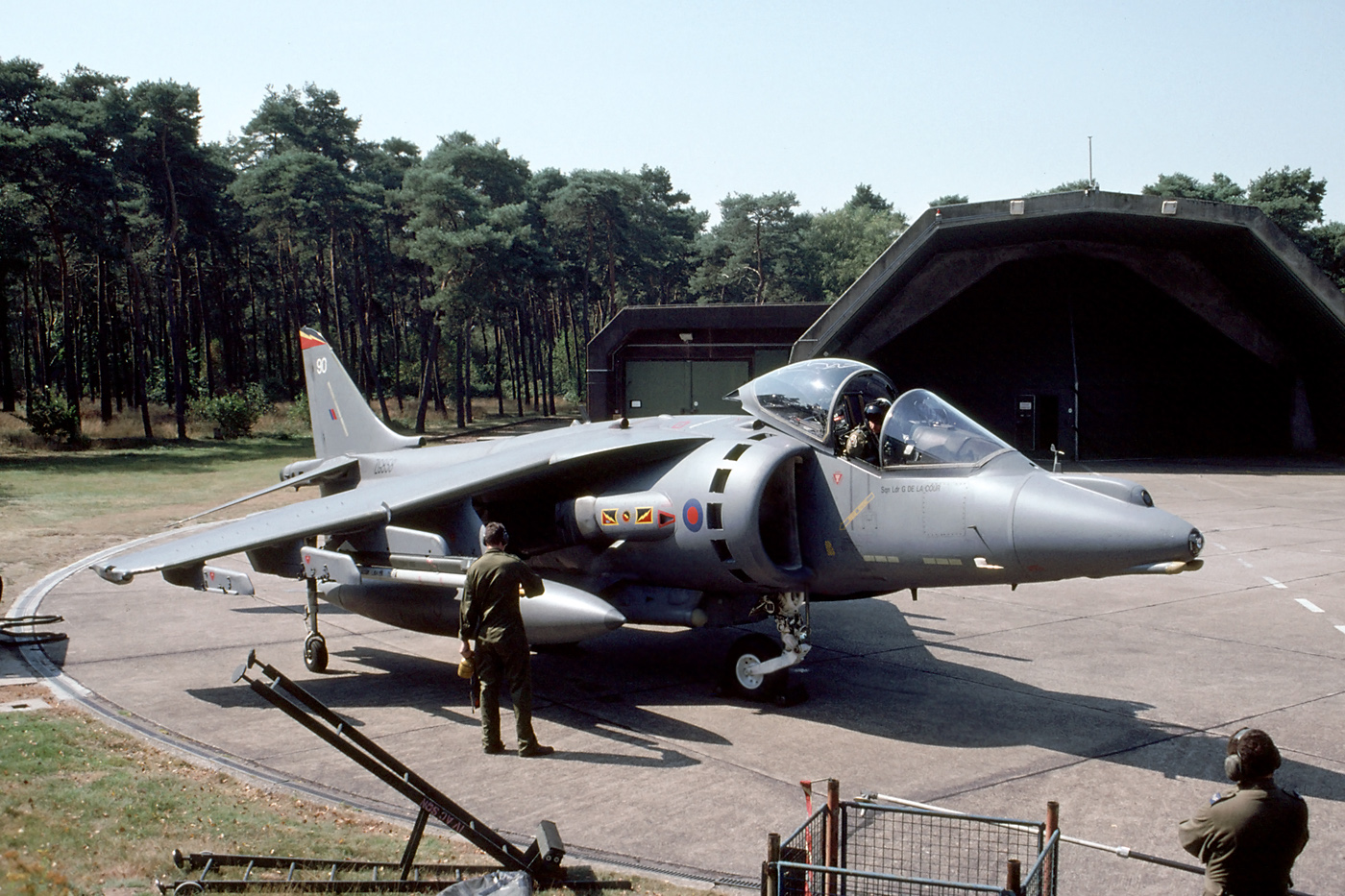
Britský Harrier GR7

Simulovaným strojem je Harrier, letoun schopný kolmého startu a přistání (V/STOL). Ve službách britské Royal Air Force jde o verzi British Aerospace Harrier GR7, u americké Námořní pěchoty pak o McDonnell Douglas AV-8B Harrier II. 
Hra nabízela volbu cvičného/tréninkového letu, samostatné mise nebo jedné ze tří oblastí budoucích fiktivních konfliktů (scénárií).

## Scénária
Hongkong 1996
Sílící napětí na konci období pronájmu čínského teritoria Hongkong Spojenému království přeroste v ozbrojený střet.
Falklandské ostrovy 1997
Operace Corporate II: Harrier versus Mirage nad Malvínami (argentinský název Falklandských ostrovů) – pokračování argentinsko-britského konfliktu o Falklandy z roku 1982.
Nordkapp 1998
Vojenský puč v Moskvě posadil do vedení Ruské federace jestřáby bažící po obnovení zašlé slávy SSSR. Baltské státy byly násilně anektovány a po incidentu poblíž Murmansku se rozhořela válka v Arktidě mezi Ruskem a NATO.